# Томас Гравесен
Томас Гравесен (дан. Thomas Gravesen, нар. 11 березня 1976, Вейле) — данський футболіст, півзахисник.
Насамперед відомий виступами за клуби «Гамбург» та «Евертон», а також національну збірну Данії.

## Клубна кар'єра
Народився 11 березня 1976 року в місті Вейле. Вихованець футбольної школи клубу «Вайле». Дорослу футбольну кар'єру розпочав 1995 року в основній команді того ж клубу, в якій провів два сезони, взявши участь у 71 матчі чемпіонату. 
Своєю грою за цю команду привернув увагу представників тренерського штабу клубу «Гамбург», до складу якого приєднався 1997 року. Відіграв за гамбурзький клуб наступні три сезони своєї ігрової кар'єри. Більшість часу, проведеного у складі «Гамбурга», був основним гравцем команди.
У 2000 році уклав контракт з клубом «Евертон», у складі якого провів наступні п'ять років своєї кар'єри гравця.  Граючи у складі «Евертона» також здебільшого виходив на поле в основному складі команди.
Згодом з 2005 по 2007 рік грав у складі команд клубів «Реал Мадрид» та «Селтік».
Завершив професійну ігрову кар'єру у клубі «Евертон», у складі якого вже виступав раніше. Прийшов до команди на умовах оренди 2007 року, захищав її кольори до припинення виступів на професійному рівні у 2008 році.

## Виступи за збірні
У 1995 році дебютував у складі юнацької збірної Данії, взяв участь у 3 іграх на юнацькому рівні.
Протягом 1996–1997 років  залучався до складу молодіжної збірної Данії. На молодіжному рівні зіграв у 11 офіційних матчах, забив 4 голи.
У 1998 році дебютував в офіційних матчах у складі національної збірної Данії. Протягом кар'єри у національній команді, яка тривала 9 років, провів у формі головної команди країни 66 матчів, забивши 5 голів.
У складі збірної був учасником чемпіонату Європи 2000 року у Бельгії та Нідерландах, чемпіонату світу 2002 року в Японії і Південній Кореї, а також чемпіонату Європи 2004 року у Португалії.